# Konzentrationszone (Windenergieanlagen)
Eine Konzentrationszone für Windenergieanlagen, auch Windkraftzone oder Windkraft-Konzentrationszone, ist im deutschen Bauplanungsrecht nach § 35 Baugesetzbuch (BauGB) eine im Flächennutzungsplan festgesetzte Fläche, in der Windenergieanlagen im Außenbereich vorrangig zu errichten sind. Sie schafft eine Ausnahme zur Regelung des § 35 Absatz 1 Nr. 5 BauGB, die Windenergieanlagen im Außenbereich als so genannte privilegierte Vorhaben grundsätzlich für zulässig erklärt.

## Grundsatz des privilegierten Vorhabens
Bauvorhaben, die der Erforschung, Entwicklung oder Nutzung der Windenergie dienen, sind im Außenbereich grundsätzlich bauplanungsrechtlich zulässig, das heißt grundsätzlich ist eine Baugenehmigung zu erteilen, wenn außerdem die Vorschriften des Bauordnungsrechts eingehalten werden. Diese Regelung hat den Zweck, eventuell vorhandene baurechtliche Hemmnisse bei der Genehmigung von Windenergieanlagen zu beseitigen und den Anteil erneuerbarer Energie an der Energieversorgung zu steigern.

## Zweck der Konzentrationszonen: Planerische Steuerungsmöglichkeiten der Gemeinden
Eine durch den erläuterten Grundsatz mögliche ungeordnete Zulassung von Windenergieanlagen kann seitens der Gemeinde durch Ausweisung einer (oder mehrerer) Konzentrationszonen für Windenergieanlagen im Flächennutzungsplan begegnet werden. Dabei muss – wie stets bei der Bauleitplanfeststellung – ein schlüssiges Planungskonzept erstellt werden, das auf einer Untersuchung des gesamten Gemeindegebietes basiert.

## Einzelnachweis
1. ↑  Stadt Ahaus: Stadtentwicklung/Stadtplanung - Konzentrationszonen für Windenergieanlagen (Seite nicht mehr abrufbar, festgestellt im April 2019. Suche in Webarchiven)  Info: Der Link wurde automatisch als defekt markiert. Bitte prüfe den Link gemäß Anleitung und entferne dann diesen Hinweis.